# چه کسی پالومینو مولرو را کشت؟
چه کسی پالومینو مولرو را کشت؟ (به اسپانیایی: ¿Quién mató a Palomino Molero?) رمانی از ماریو بارگاس یوسا رمان‌نویس برجسته پرویی است.

## چاپ و ترجمه
این رمان در سال ۱۹۸۶ به اسپانیایی چاپ شد و در سال بعد ۱۹۸۷ به زبان انگلیسی ترجمه شد. ترجمه فارسی این اثر توسط احمد گلشیری از سوی انتشارات نگاه و در قالب مجموعه کلاسیکهای مدرن و البته با حذفیاتی چند انتشار یافت.

## خلاصه داستان
قتل بسیار فجیعی اتفاق افتاده است. دو مامور پلیس مسئول رسیدگی به آن هستند مقتول یکی از سربازان نیروی هوایی است. رئیس پایگاه نیروی هوایی به افسران پلیس اجازه تحقیق و بررسی اسناد و مدارک را نمی‌دهد.